# Brouwerij Andries
Brouwerij Andries is een voormalige brouwerij te Kuurne en was actief van 1887 tot 1954.

## Geschiedenis
De brouwerij werd in 1887 opgericht door Joseph Andries. In de Eerste Wereldoorlog werd alle koper geconfisqueerd door het Duitse leger. De brouwactiviteiten werden gestaakt in 1950 en de gebouwen werden omgebouwd tot herberg en tot dancing. In 2001 werd een deel van de brouwerijgebouwen afgebroken.

## Bieren[3]
- Blond
- Bruin
- Christmas Beer
- Pilsner
- Stout
- Super-Speciale
- Tafelbier
- Zero-Huit